# Ніппон коґьо кайсі

Журнал гірництва Японії (яп. 日本鉱業会誌, にっぽんこうぎょうかいし, ніппон коґьо кайсі;　англ. Nippon Kogyo Kaishi, Journal of the Mining and Metallurgical Institute of Japan) — журнал Інституту гірничої справи та металургі Японії.
Країна видання — Японія.
Спеціалізація: Металургія і гірництво.
Рік заснування 1875.
Чисел на рік — 12.